# Ponte sullo stretto di Messina
Il ponte sullo stretto di Messina è un progetto per la costruzione di un ponte stradale e ferroviario tra i comuni di Messina e di Villa San Giovanni, sullo stretto di Messina, atto a collegare in modo stabile la Sicilia al continente.
L'idea di costruire un ponte che colleghi la Sicilia alla Calabria e al continente europeo risale a prima dell'unità d'Italia. Attualmente il progetto rientra nel corridoio Scandinavo-Mediterraneo delle reti transeuropee dei trasporti.
Il progetto ufficiale, concepito negli anni settanta del XX secolo, fu elaborato negli anni ottanta e novanta dalla società concessionaria Stretto di Messina S.p.A. (SdM) a livello preliminare. Nel 2003 il progetto preliminare venne messo in gara di appalto internazionale. Dopo l'aggiudicazione dell'appalto al consorzio Eurolink (in qualità di Contraente Generale), il progetto fu redatto in una forma definitiva nel periodo 2010-2011 dalla società danese COWI, per conto del Contraente Generale, e fu poi aggiornato sempre dalla COWI nel 2023-2024.
Nel 2013 il governo Monti ne impose la sospensione con il decreto 15 aprile 2013 a causa della mancata sottoscrizione da parte del consorzio Eurolink di un atto aggiuntivo richiesto nella legge 21 dicembre 2012, n. 221 e dell'insostenibilità economico-finanziaria del momento.
Con l'emanazione del decreto-legge n. 35/2023, poi convertito in legge con modificazioni dalla legge n. 58/2023, il governo Meloni ha potuto riavviare l'iter finalizzato alla realizzazione dell'opera e di una serie di infrastrutture correlate dal costo complessivo stimato di 13,5 miliardi di euro.
Il progetto in itinere prevede un ponte sospeso con una campata centrale di 3300 metri di lunghezza. Il progetto dell'opera contempla, oltre alla più estesa luce mai progettata della campata centrale, un'altezza delle torri di 399 m, la compresenza di strada e ferrovia, e il sistema di sospensione a doppio cavo per lato con estensione complessiva di oltre 5 km.

## Localizzazione

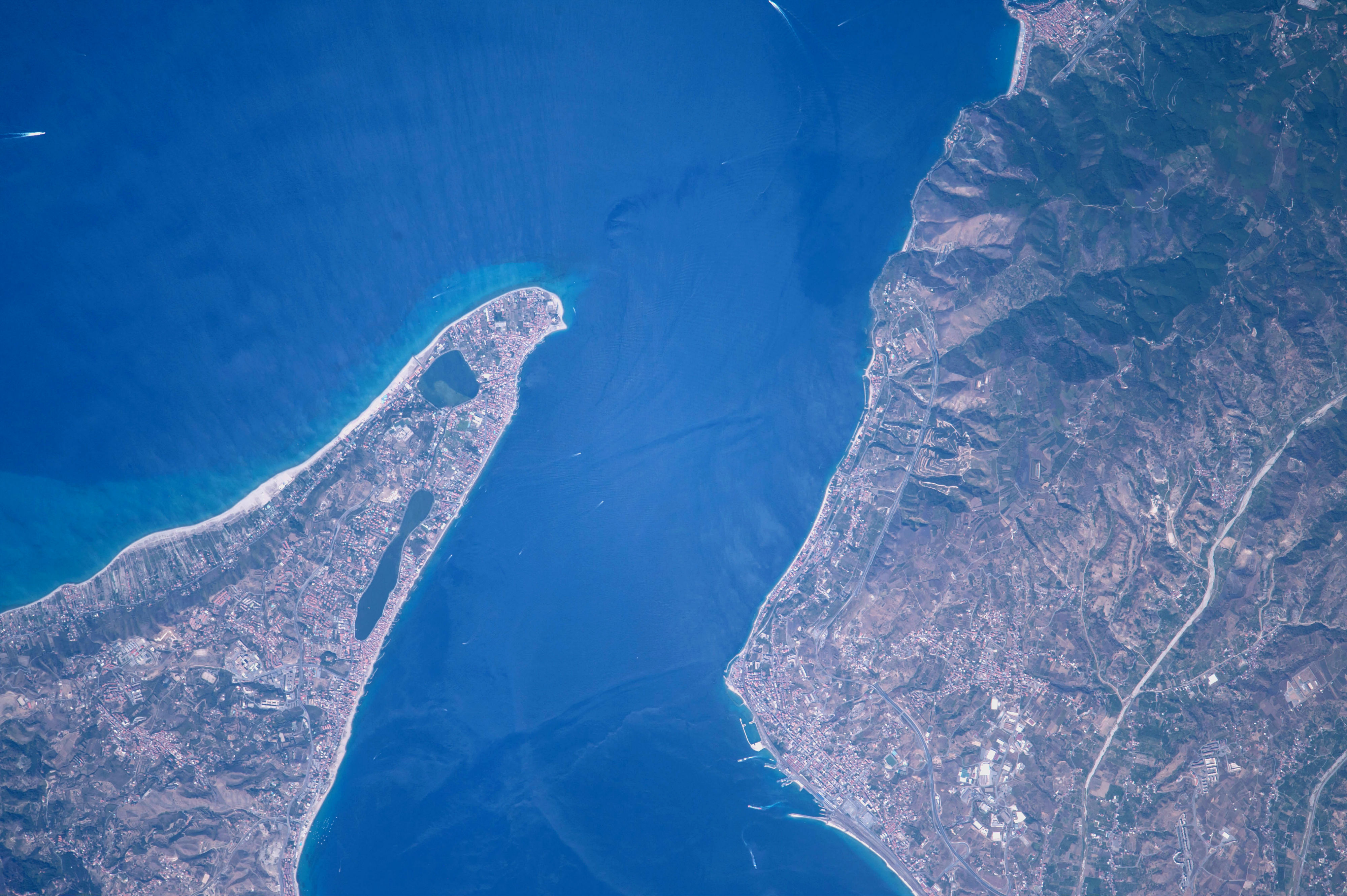
Foto satellitare dello stretto di Messina. Il ponte collegherebbe Torre Faro (Messina) e Villa San Giovanni (Reggio Calabria)

Lo stretto di Messina è un canale a forma d'imbuto che collega il mar Ionio al Tirreno, separando la punta meridionale della Calabria dalla cuspide nord-est della Sicilia. Lo delimitano a nord il Capo Peloro e Scilla, a sud il Capo d'Alì e il Capo Pellaro; nel punto più stretto misura poco più di 3 km.

### Tra Scilla e Cariddi
La leggenda, ripresa nell'Iliade e nell'Odissea di Omero, colloca geograficamente nello Stretto di Messina i mostri Scilla e Cariddi che fanno da ostacolo al viaggio per mare che Ulisse deve compiere per tornare a Itaca.
Il mito ha personificato nei mostri Scilla e Cariddi i pericoli che hanno da sempre caratterizzato la navigazione in queste acque di mare a causa dei venti impetuosi, delle forti correnti e di violenti terremoti.

### Venti
Per la sua particolare conformazione orografica, simile a una valle ad imbuto, la zona dello Stretto di Messina è un luogo caratterizzato da venti persistenti, tra i quali lo scirocco è di sicuro quello più violento e tempestoso. Una volta “canalizzato” dentro lo Stretto, il flusso sciroccale comincia ad accelerare arrivato all'altezza della parte centrale dello Stretto di Messina, fra la penisola di San Ranieri e il litorale di Gallico, lungo la sponda calabrese. Proprio qui si genera il cosiddetto “effetto Venturi”, che col graduale restringimento della sezione, man mano che ci avviciniamo all'imboccatura nord, causa una conseguente e netta intensificazione del flusso eolico che raggiunge i picchi di velocità proprio nell'estrema parte nord della strettoia, fra Capo Peloro e Cannitello, anche superiori agli 80 nodi.

### Correnti di marea
La larghezza dello Stretto varia da un massimo di circa 18 km a mezzodì (misurati all'altezza di Punta Pellaro in Calabria e Capo D'Ali in Sicilia) fino a un minimo di circa 3 km nella sua estremità settentrionale (tra Torre Cavallo in Calabria e Capo Peloro in Sicilia). Una distanza simile separa Cannitello da Ganzirri; in tale direttrice la profondità media è di 72 m. Nelle altre direttrici i fondali scendono ripidamente fino ai 2000 m.
Per la riduzione della sezione del passaggio del mare tra lo Ionio e il Tirreno (effetto Venturi), lo Stretto è caratterizzato da forti correnti di marea che raggiungono il massimo della velocità (circa 8 nodi) proprio in corrispondenza della cosiddetta sella, là dove la larghezza e la profondità delle acque dello Stretto sono minori (circa 3 km di larghezza e 100 m di profondità).

### Alta sismicità
L'area dello Stretto è una delle zone del pianeta ad alta sismicità ed è interessata da un complesso sistema di faglie attive connesse con il sistema orografico calabro-siculo; queste sono responsabili dei numerosi terremoti avvenuti in epoca storica. I più recenti sono quello del febbraio 1783 e quello, altrettanto catastrofico, del 1908, (di magnitudo 7,1 della scala Richter e grado XI della scala Mercalli) che provocò, con lo tsunami susseguente, circa 80.000 morti.
Nella mappa sismica della normativa italiana l'area dello Stretto ricade nella zona 1 (con la più alta probabilità e intensità di terremoti).
Inoltre l'area dello Stretto è "area epicentrale" dove si verificano le massime accelerazioni del terreno indotte dal sisma.

### Ambiente
Il ponte, se costruito, si inserirà in un contesto paesaggistico tra i più significativi ed espressivi al mondo per la sua bellezza e unicità paesaggistica. L'opera, come tutte quelle che vengono costruite in Italia, è stata sottoposta alla valutazione di impatto ambientale (VIA) da parte del Ministero dell'ambiente e della sicurezza energetica (MASE) nel 2024, ricevendo esito positivo con 62 prescrizioni da perseguire perlopiù in fase di redazione del progetto esecutivo.

## Storia

### Gli albori

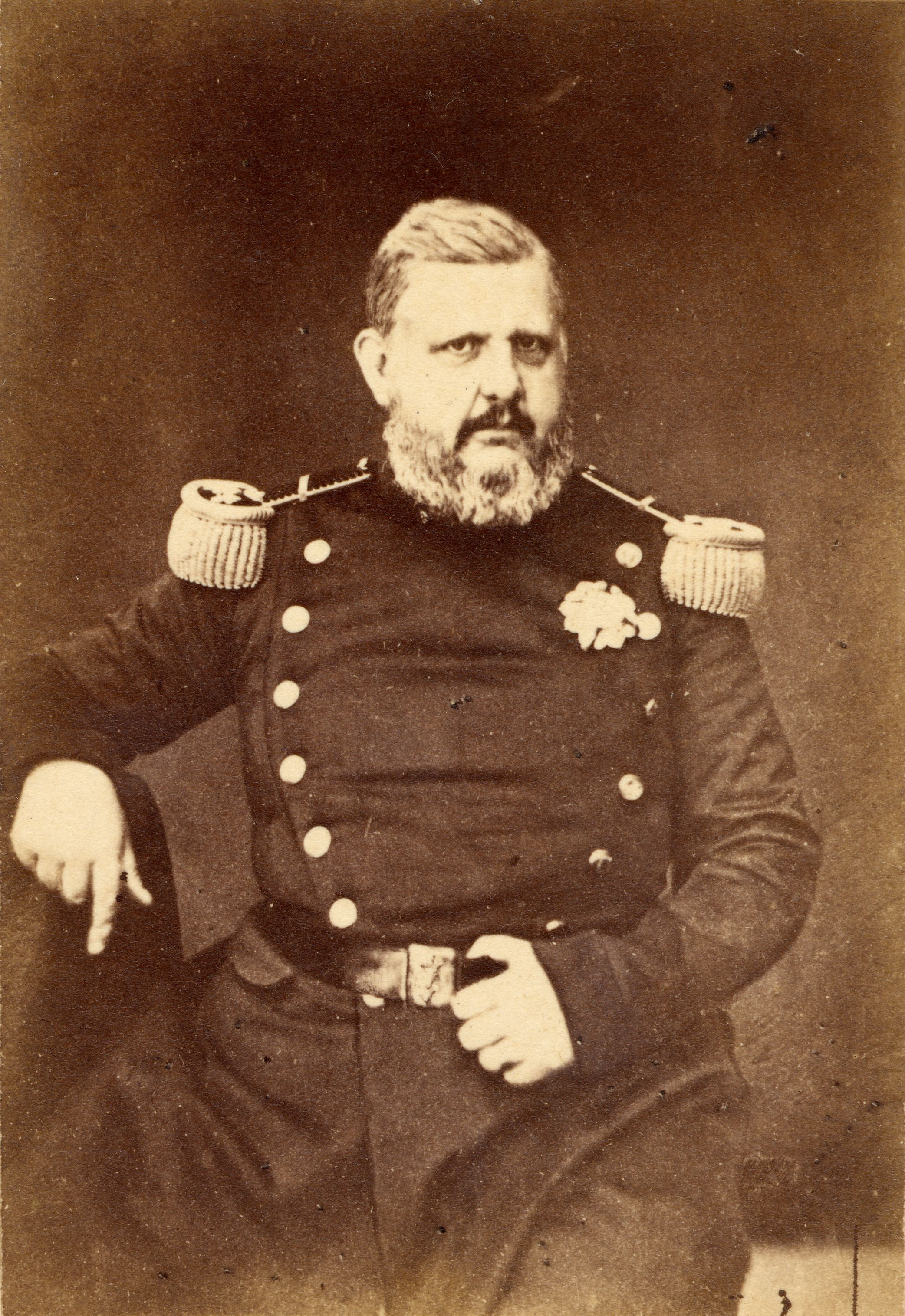
Ferdinando II di Borbone delle Due Sicilie in un ritratto fotografico del 1859.

L'idea di collegare la Sicilia al continente risale almeno al 1840, quando Ferdinando II delle Due Sicilie pensò alla realizzazione di un ponte, incaricando un gruppo di architetti e ingegneri di fornirgli idee per la costruzione. Sembra abbia rinunciato per l'eccessivo costo dell'opera non ammortizzabile per le casse del Regno.

### Progetti e proposte dall'unità d'Italia fino alla seconda guerra mondiale

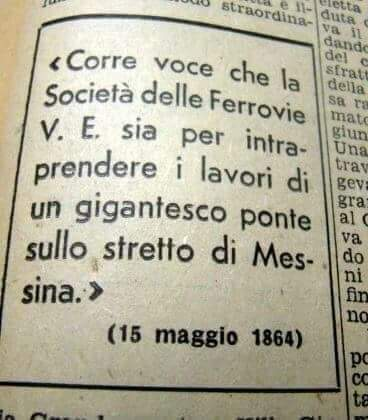
Annuncio risalente al 1864.

Le proposte continuarono anche dopo l'unità d'Italia. Nel 1866 il ministro dei lavori pubblici Stefano Jacini aveva incaricato l'ingegnere Alfredo Cottrau, tecnico di fama internazionale, di studiare un progetto di ponte tra Calabria e Sicilia; questi aveva giudicato difficilmente fattibile la costruzione di piloni in mare.

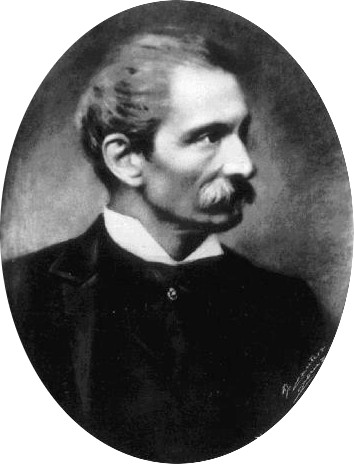
Giuseppe Zanardelli in una fotografia del 1903.

Più tardi, nel 1870, era nata anche l'idea di allacciamento sottomarino di 22 km, proposta dall'ingegner Carlo Alberto Navone; il progetto, che si ispirava a quello di Napoleone di una galleria sotto la Manica, prevedeva di entrare in galleria a Contesse e, scendendo a 150 metri, sottopassare Messina e Ganzirri attraversando lo stretto fino a Punta Pezzo e risalendo a Torre Cavallo. Nel 1876 l'onorevole Giuseppe Zanardelli, convinto dell'opportunità di un'opera fissa tra le due coste, affermava: «Sopra i flutti o sotto i flutti la Sicilia sia unita al Continente», facendosi portavoce di un'opinione corrente e di autorevoli studi.
Un progetto di ponte sospeso articolato in cinque campate fu studiato nel 1883 da un gruppo di ingegneri delle ferrovie.

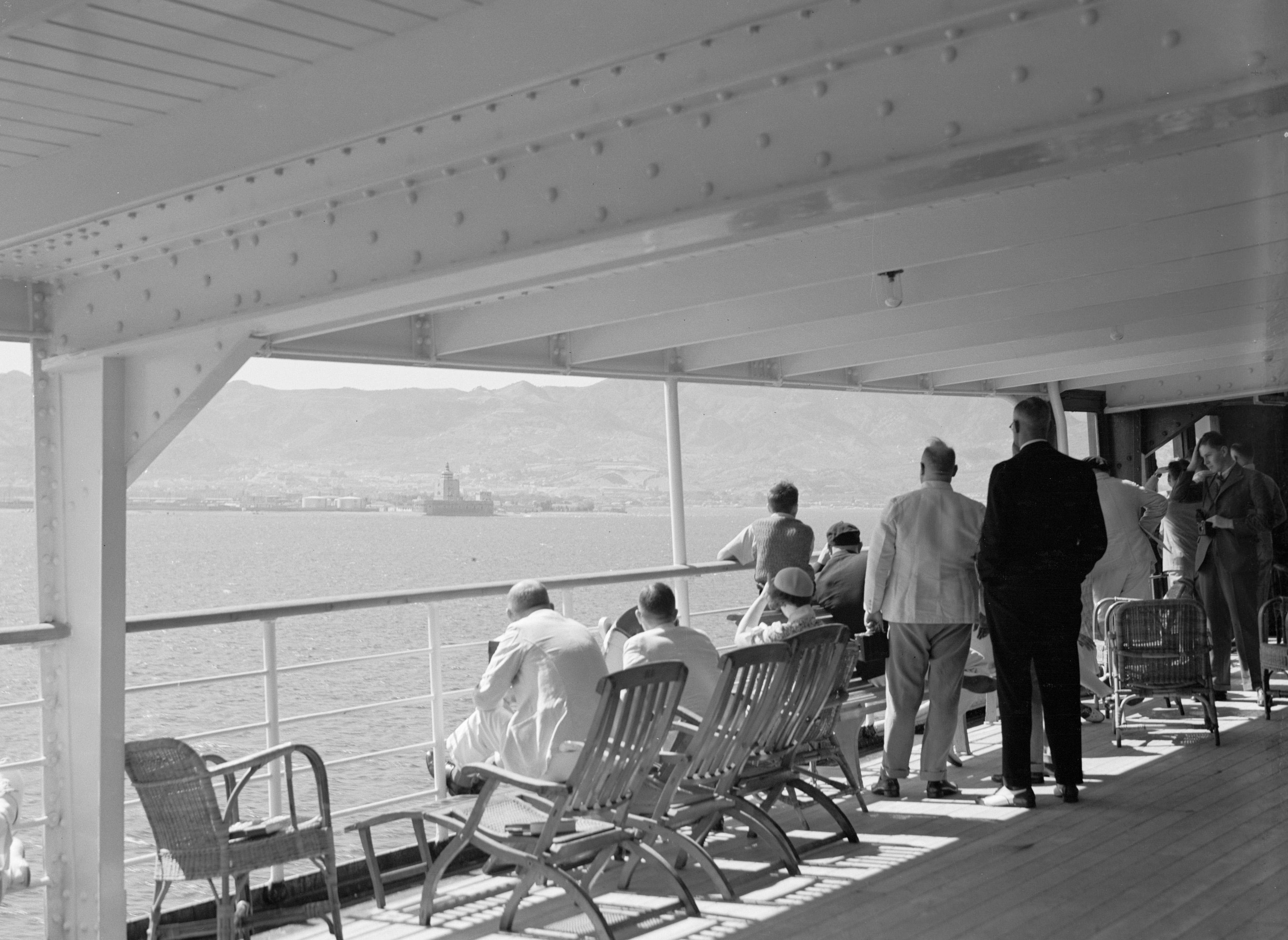
Passeggeri in coperta osservano Messina e la torre della lanterna Montorsoli durante una traversata dello stretto, 1935.

Il catastrofico terremoto di Messina del 1908, che seguì dopo poco più di un secolo l'altrettanto se non maggiore terremoto della Calabria meridionale del 1783, ricordò a tutti che le condizioni sismiche della zona erano da valutare attentamente in previsione del progetto di un ponte in quella zona. Così nel 1909 fu pubblicato uno studio geologico dell'area, ma solo nel 1921 si riparlò di galleria sottomarina, quando l'ingegner Emerico Vismara, al Congresso geografico di Firenze, presentò uno studio di galleria sotto lo stretto di Messina.
L'ultimo tentativo fu fatto nell'immediata vigilia del secondo conflitto mondiale. Nel 1934 il generale del genio navale Antonino Calabretta presentò un progetto di ponte tra Punta Faro e Punta Pezzo; l'anno successivo il comandante Filippo Corridoni suggerì invece la posa di un enorme tubo d'acciaio sottomarino per il transito ferroviario e stradale.

### I progetti del secondo dopoguerra

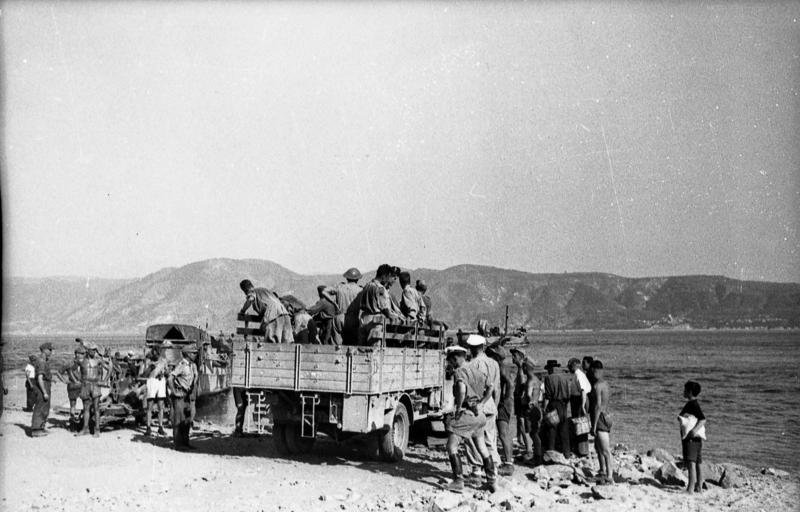
Agosto 1943, soldati tedeschi e prigionieri di guerra britannici sui camion in procinto di attraversare lo stretto di Messina in traghetto verso la Calabria, durante l'evacuazione della Sicilia (operazione Lehrgang) da parte delle forze dell'Asse in seguito allo sbarco degli alleati. Furono trasferiti 101.569 soldati, 9.832 veicoli, 47 carri armati, 135 pezzi d'artiglieria e 17.000 tonnellate di materiale bellico prevalentemente tedesco.

L'idea dell'opera fu rilanciata nel 1952 dall'iniziativa dell'associazione dei costruttori italiani in acciaio (ACAI), che incaricò l'ingegnere statunitense David B. Steinman, uno dei più qualificati e prestigiosi progettisti di ponti sospesi, di redigere un progetto preliminare. Il progetto di Steinmann avrebbe dovuto scavalcare lo stretto in tre campate con due piloni, alti 220 metri sopra il livello dell'acqua e 120 metri sotto il mare, con ascensori di controllo delle strutture dal basso sul fondo dello stretto fino alla sommità. Il progetto del ponte prevedeva altresì una campata centrale di 1524 metri, e avrebbe superato il primato mondiale di campata libera allora detenuto con i 1275 metri del Golden Gate Bridge. Alto dal pelo dell'acqua 50 metri per consentire il passaggio di qualsiasi nave nello stretto, lungo 2988 metri e a due piani — in quello inferiore a doppio binario ferroviario e in quello superiore con una strada di 7 m e 30 di larghezza e due piste laterali — il ponte avrebbe avuto cavi, tesi tra i piloni, di un metro di diametro. La costruzione avrebbe richiesto il lavoro di 12000 operai e una spesa intorno ai 100 miliardi di lire. Si parlava di società americane disposte a finanziare l'opera e si offriva la garanzia del progettista, realizzatore del famoso ponte a San Francisco.
Basandosi su questo progetto, nel 1955 la Regione Siciliana commissionò alla Fondazione Lerici del Politecnico di Milano (di Luigi Solaini e Roberto Cassinis) uno studio geofisico allo scopo di verificare la natura delle formazioni sia sulle sponde sia sul fondo dello stretto. Il quesito posto era la determinazione dello spessore e delle caratteristiche meccaniche dei sedimenti e del basamento cristallino. La prospezione geofisica fu preceduta da un rilievo geologico effettuato dal Servizio geologico d'Italia (Enzo Beneo), malgrado le difficoltà poste dai limiti delle tecnologie dell'epoca, oltre che dalla complessa geologia e dalle forti correnti.
Nel 1955 venne costituito da alcune tra le maggiori imprese di costruzioni nazionali (Finsider, Fiat, Italcementi, Pirelli, Italstrade) il Gruppo Ponte Messina S.p.A. per promuovere studi ingegneristici e ambientali finalizzati alla realizzazione di un collegamento stabile viario e ferroviario tra la Sicilia e il continente. Il Gruppo Ponte Messina resterà attivo protagonista della vicenda fino al 1981, con la costituzione della società concessionaria Stretto di Messina S.p.A.
Nel 1957 l'architetto Armando Brasini aveva proposto, senza alcun seguito, ancora un progetto di ponte a più campate sospese su piloni emergenti da isole artificiali.

### Il concorso di idee
Nel 1968 una legge affidò ad ANAS, Ferrovie dello Stato e CNR il compito di approfondire la fattibilità del collegamento stabile tra Sicilia e Calabria. L'anno successivo il ministero dei lavori pubblici bandì un concorso internazionale di idee per un collegamento stabile viario e ferroviario tra la Sicilia ed il continente a cui parteciparono 143 progetti, provenienti soprattutto da gruppi italiani ma anche da Stati Uniti, Regno Unito, Francia, Germania, Svezia, Argentina e Somalia. Tra ii progetti premiati figuravano soluzioni molto diverse: un tunnel a mezz'acqua (poi noto come "ponte di Archimede"), un ponte strallato a tre campate, diversi ponti sospesi con campate variabili da una a cinque, tra cui l'originale proposta di Sergio Musmeci con campata unica da 3000 m e piloni alti 600 m, gallerie sotterranee e tunnel in diga sottomarina.

Il Gruppo Lambertini nel 1972. Da sinistra: C. Lotti, F. de Miranda, G. Ceradini, R. Morandi, G. Galli, F. Leonhardt, G. Borghese, G. Lambertini, C. Pandolfi.

Nonostante l'esito del concorso, si consolida attorno all'idea del collegamento stabile l'interesse di alcuni enti pubblici economici: l'IRI, favorevole all'attraversamento aereo a campata unica, e l'Eni, favorevole al ponte di Archimede. Questa soluzione, che riprende l'idea di uno dei sei progetti vincitori del concorso del 1969 (Alan Grant), nel corso degli anni è stata più volte ripresentata come ipotesi molto più economica e di minore impatto ambientale.
Il 17 dicembre del 1971 il governo Colombo approvò la legge n. 1158 che autorizzava la creazione di una società di diritto privato a capitale pubblico, concessionaria per la progettazione, realizzazione e gestione del collegamento stabile viario e ferroviario.
Il 4-6 luglio 1978, durante convegno di studi sul tema «L'attraversamento dello stretto di Messina e la sua fattibilità» organizzato nella sede dell'Accademia Nazionale dei Lincei, fu presentato un progetto redatto dal Gruppo Ponte Messina S.p.A. che prevedeva una soluzione a campata unica di 3300 m. A partire da questo progetto, successivamente acquisito dalla Stretto di Messina S.p.A., saranno sviluppati gli studi teorici e sperimentali portati avanti dalla società concessionaria negli anni 1980 e 1990, che nel 2003 approderanno al progetto preliminare successivamente messo in gara per l'appalto.
Nel 1979 il governo, presieduto da Francesco Cossiga approvò la costituzione della società concessionaria Stretto di Messina S.p.A.

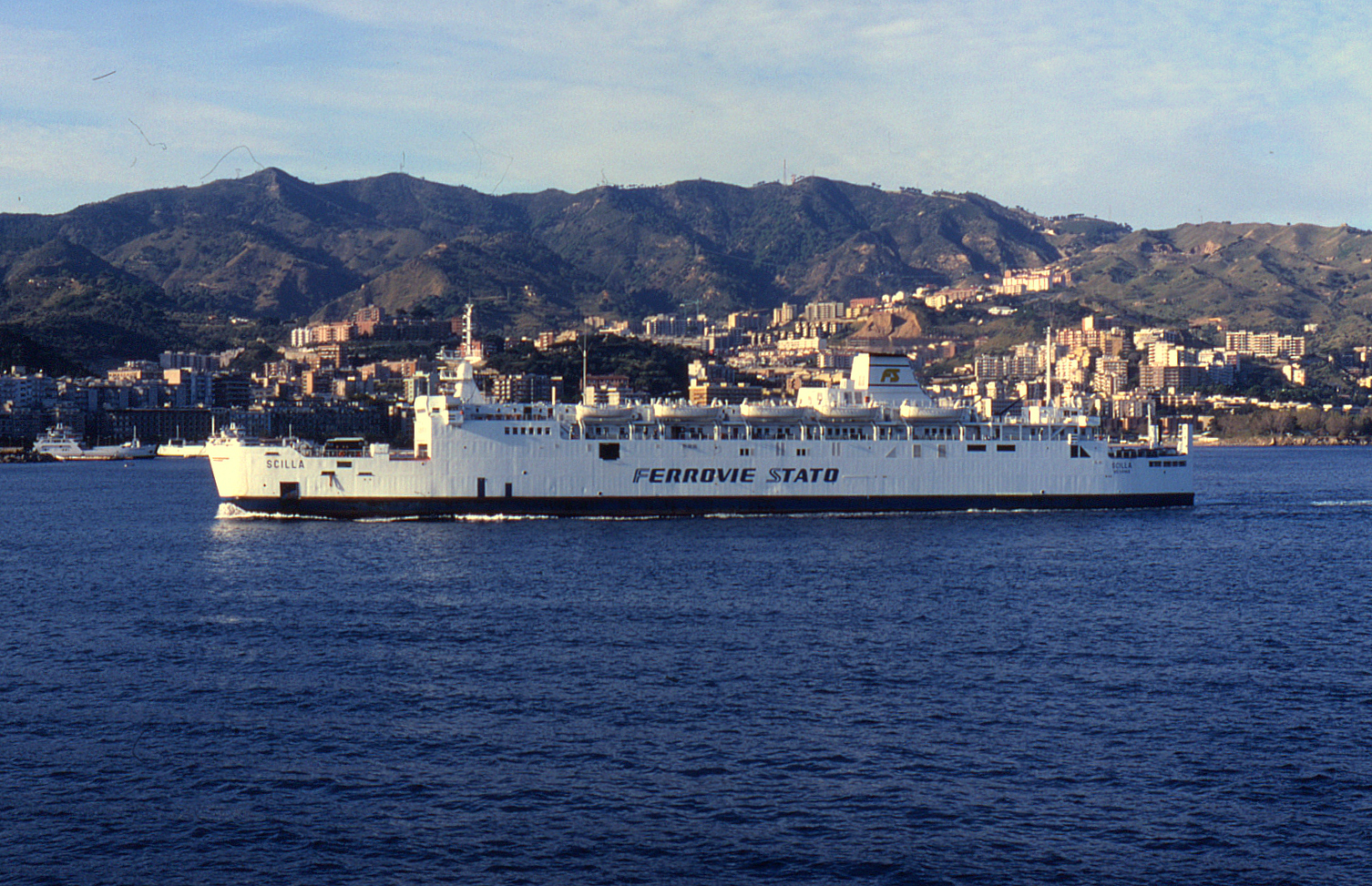
Un traghetto ferroviario sullo stretto di Messina tra Villa San Giovanni e Messina nel 1995. I traghetti sono gestiti dalle Ferrovie dello Stato che trasportano sia i veicoli stradali che il traffico ferroviario. I traghetti portavano il nome di Ferrovie dello Stato, ma da allora sono passati al nome di Bluvia e poi Bluferries.

### Anni 1980
Nel 1981, dieci anni dopo la legge 1158/71, si costituì la concessionaria Stretto di Messina S.p.A. a cui partecipavano finanziariamente l'Italstat e l'IRI con il 51% e Ferrovie dello Stato, ANAS, Regione Siciliana e Regione Calabria in percentuali uguali del 12,25% ciascuno; di conseguenza, la progettazione dell'opera, nonché la realizzazione e l'esercizio, diventarono di competenza esclusiva della suddetta società.
Nel 1982 il Gruppo Lambertini, già vincitore ex aequo del concorso internazionale del 1969, presentò alla neonata società concessionaria il proprio progetto aggiornato di ponte strallato, che prevedeva soltanto due pile nel mare (eliminando le campate di riva) avendo portato le tre grandi luci rispettivamente a 600 m – 1,800 m – 600 m.
Nel 1985 il Presidente del Consiglio Bettino Craxi si pronunciò a favore della rapida realizzazione; alla fine dell'anno, il 27 dicembre, la Stretto di Messina S.p.A. definì una convenzione con ANAS e FS.
Il 16 giugno 1986 la Stretto di Messina S.p.A. rese pubblico un nuovo studio che confrontava tre tipologie di soluzioni possibili con costi relativi: per quanto riguarda la tipologia ponte aereo furono studiate due soluzioni, una a luce unica di 3300 m e a una due luci di 1650 m; non fu considerata la soluzione di ponte a tre campate. Limitatamente alle tre tipologie analizzate, la soluzione aerea a luce unica fu valutata come tecnicamente realizzabile ed economicamente conveniente. L'allora presidente dell'IRI Romano Prodi affermò che il ponte era una priorità e che i lavori sarebbero stati ultimati nel 1996.
Il Consiglio di Amministrazione delle FS il 19 febbraio 1987 deliberò anch'esso in favore della soluzione del ponte sospeso a campata unica. Questo risultato generale fu poi confermato da ulteriori pareri ottenuti entro la fine del decennio dalle FS, dal Consiglio superiore dei lavori pubblici e dall'ANAS. In questo periodo tutti gli enti competenti concordarono sulla soluzione dell'attraversamento dello stretto di tipo "aereo", un ponte sospeso a campata unica di 3300 m.

### Anni 1990
Nel 1990 Antonio Calarco, direttore della Gazzetta del Sud fu nominato, dal Presidente del Consiglio Andreotti, presidente della Società Stretto di Messina succedendo al deputato Oscar Andò. Presiedette la società fino al 2002.
Nel 1992 fu presentato il progetto preliminare definitivo, aggiornato rispetto a quello del 1986, comprendente relazioni tecniche, previsioni di spesa, tempi di esecuzione e valutazione d'impatto ambientale.
Nel 1994, durante il governo Berlusconi I il cui ministro dei trasporti era Publio Fiori, il Consiglio superiore dei lavori pubblici ottenne il parere favorevole di ANAS e FS sul nuovo progetto approvato.

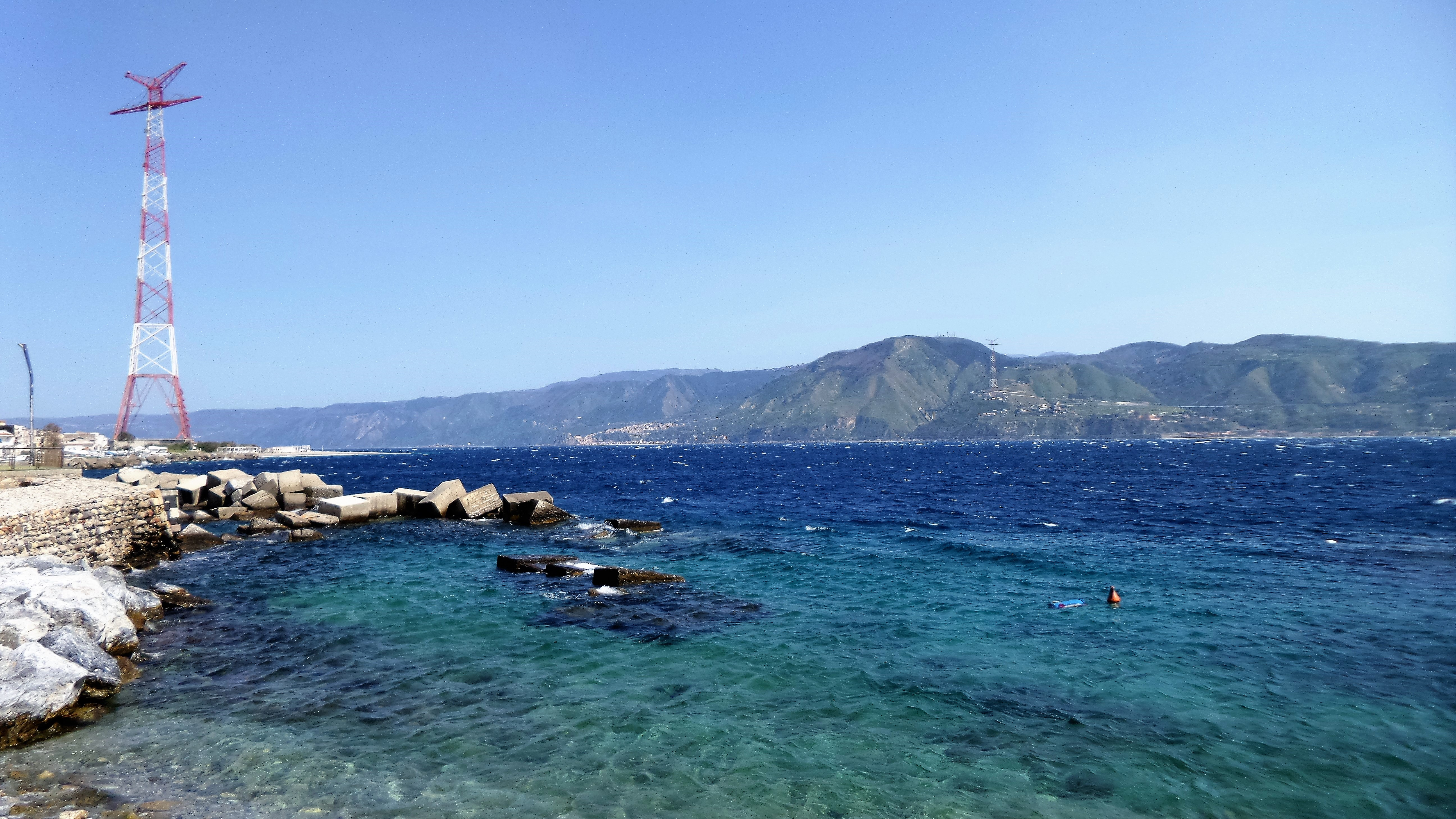
Il pilone di Torre Faro e di Santa Trada, sullo sfondo.

### Anni 2000
Nel 2001 i due principali candidati alla guida del governo, Silvio Berlusconi e Francesco Rutelli, annunciarono durante la campagna elettorale per le elezioni legislative il loro sostegno politico alla proposta di costruzione del ponte sullo stretto di Messina.
Nel 2003 il progetto preliminare fu modificato ulteriormente; tale progetto è quello che in seguito fu messo in gara per l'appalto; rappresentava l'esito finale di oltre vent'anni di studi e di ricerche specifiche portate avanti dalla Stretto di Messina S.p.A.
Nell'ottobre 2005, durante il terzo governo Berlusconi, l'Associazione temporanea di imprese Eurolink S.C.p.A., capeggiata da Impregilo S.p.A. vinse la gara d'appalto come contraente generale per la costruzione del ponte con un'offerta di 3,88 miliardi di euro.
Il 4 novembre dello stesso anno, la Direzione investigativa antimafia mise il Parlamento italiano a conoscenza dei rischi di interferenza di Cosa nostra sulla realizzazione del ponte, con conseguente avvio di un'inchiesta al riguardo.
Il 27 marzo 2006, Impregilo S.p.A. firmò ufficialmente il contratto per la progettazione finale e la realizzazione dell'opera. Seguirono le firme delle altre ditte ma il nuovo Governo Prodi, il 10 aprile successivo, bloccò nuovamente tutto l'iter.
Nel 2007 il governo Prodi II mise in opera l'iter per ritirare l'appalto e annullare il contratto con la Impregilo, pur esponendosi al pagamento di una penale di oltre 500 milioni di euro, ma l'allora Ministro dei trasporti Alessandro Bianchi e il Ministro delle infrastrutture Antonio Di Pietro, insieme all'opposizione di centrodestra, si opposero al proposito procedendo poi ad accorpare la Società Stretto di Messina all'ANAS, riducendo il numero dei suoi dipendenti. Spiegò il Ministro Di Pietro che la mossa aveva evitato il pagamento delle penali alle società appaltanti per la mancata esecuzione dei lavori; tali penali si sarebbero dovute pagare qualora la Società Stretto di Messina avesse chiuso prima della realizzazione del ponte. Venne inoltre evitata la perdita di decenni di studi e progetti e la risoluzione dei contratti d'appalto rimasti invece tuttora validi.
Il governo Berlusconi IV, succeduto nel maggio del 2008 a Prodi annunciò di volere riprendere nuovamente l'iter del progetto di costruzione del ponte e, a gennaio 2009, riconfermò il suo impegno a realizzare l'opera i cui lavori avrebbero dovuto iniziare l'anno successivo per concludersi nel 2016, 4-5 anni prima dell'allora previsto completamento dell'"Asse ferroviario 1" della Rete ferroviaria convenzionale trans-europea TEN-T in cui il ponte è fondamentale insieme al tunnel del Brennero (i cui lavori sono in corso) e alla rete AV-AC e AC italiana relativa della quale rimangono ancora da completare le linee Verona-Brennero nonché tutto l'asse ferroviario da Salerno in giù (progettato in parte).
Il 2 ottobre 2009 la Stretto di Messina S.p.A. impartì al contraente generale l'ordine di iniziare l'attività di progettazione definitiva ed esecutiva.
I primi cantieri, relativi ai lavori propedeutici, furono avviati il 23 dicembre 2009; questi consistevano nella deviazione dell'esistente tratta ferroviaria tirrenica in corrispondenza di Cannitello, poco a nord di Villa San Giovanni, per liberare spazi per il previsto cantiere della torre del ponte. Analoghi lavori propedeutici sulla costa siciliana sarebbero stati intrapresi nei mesi successivi.

### Anni 2010
L'11 gennaio 2010, al convegno organizzato dal Comune di Varapodio (Calabria), fu presentato pubblicamente il progetto preliminare del ponte sullo Stretto di Messina; parteciparono il Ministro delle Infrastrutture e dei Trasporti, Altero Matteoli, il presidente dell'Anas e amministratore delegato della Società Stretto di Messina, Pietro Ciucci, il presidente della Società Stretto di Messina, Giuseppe Zamberletti. Il convegno evidenziò la «peculiare valenza europea» del ponte, quale «importante tassello del Corridoio 1 Berlino-Palermo, già approvato dal Parlamento europeo nel 2004». La presentazione ufficiale avvenne il 12 febbraio seguente al Palacultura di Messina. La progettazione definitiva della parte sospesa dell'opera fu avviata il successivo 1º aprile con consegna prevista entro il 30 settembre; ad esso doveva essere allegato il piano finanziario aggiornato da presentare al CIPE per l'approvazione finale. Il 29 settembre il Presidente del Consiglio Berlusconi, alla Camera dei Deputati, annunciò che il progetto del ponte sullo stretto sarebbe stato pronto entro dicembre. Il 20 dicembre la Società Stretto di Messina ricevette dal contraente generale Eurolink il progetto definitivo del ponte e degli oltre 40 chilometri di raccordi stradali e ferroviari. Si tratta di oltre ottomila elaborati progettuali che confermano tutte le impostazioni tecniche e i costi di costruzione del progetto preliminare redatto dalla società Stretto di Messina e approvato nel 2003 dal CIPE. L'architetto Daniel Libeskind venne incaricato dalla Società Stretto di Messina di progettare le principali strutture architettoniche correlate al ponte sullo stretto, riguardanti l'area del centro direzionale, in località Piale presso Villa San Giovanni, la fascia dal blocco di ancoraggio alla torre del ponte a Cannitello e il lungomare di Villa San Giovanni.
Il 1º febbraio 2011 il ministro delle infrastrutture e dei trasporti Altero Matteoli annunciò, durante la 66ª assemblea annuale della Confetra (organismo che raggruppa le categorie imprenditoriali operanti nei settori del trasporto, della spedizione e della logistica), la presentazione al pubblico del progetto definitivo del ponte sullo stretto di Messina "nei prossimi giorni". Il 29 luglio 2011 Matteoli comunicò l'avvenuta approvazione del progetto definitivo da parte del Consiglio di Amministrazione della Società Stretto di Messina. Nell'ottobre 2011 l'Unione Europea non incluse il ponte sullo stretto tra le opere pubbliche destinate a ricevere finanziamenti comunitari; il ministro aveva comunque confermato la realizzazione del ponte sullo Stretto di Messina "a prescindere dall'eventuale finanziamento della Ue, in quanto le risorse per il manufatto saranno reperite sul mercato, come previsto dal piano finanziario allegato al progetto definitivo". Il 27 ottobre l'aula di Montecitorio approvò una mozione dell'IDV, che impegnava il governo «alla soppressione dei finanziamenti per la realizzazione del ponte sullo Stretto di Messina». La mozione fu approvata con 284 favorevoli, un solo contrario e con l'astensione della maggioranza PDL. Il giorno successivo la maggioranza tornò a sostenere "che il ponte si farà" e alle prime dichiarazioni del presidente della Regione Siciliana Raffaele Lombardo e del Ministro della Difesa Ignazio La Russa seguì una nota ufficiale del governo, dove si legge anche che «l'opera è solo in parte finanziata dall'intervento pubblico. L'onere complessivo dell'infrastruttura prevede anche la partecipazione di capitale privato, l'utilizzo di fondi strutturali e di altre fonti».
Il 17 aprile 2012 fu completata a Villa San Giovanni la prima opera propedeutica al ponte sullo Stretto di Messina, che consiste nella variante della linea ferroviaria Cannitello-Villa San Giovanni. Il 30 settembre seguente Corrado Clini, ministro dell'ambiente del governo Monti, dichiarò: “Non esiste l'intenzione di riaprire le procedure per il ponte sullo stretto di Messina, anzi al contrario, il governo vuole chiudere il prima possibile le procedure aperte anni fa dai precedenti governi e per farlo deve seguire l'iter di legge”. Il 10 ottobre il governo Monti, nella cosiddetta legge di stabilità, stanziò 300 milioni per il pagamento delle penali per la mancata realizzazione del progetto. Con decreto 18 ottobre 2012 il governo Monti impose la sospensione del progetto del ponte sullo stretto di Messina stanziando fino a 300 milioni per il pagamento delle penali nei confronti delle società che avevano ottenuto appalti. Il 31 ottobre il governo Monti deliberò di prorogare, per un periodo complessivo di circa due anni, i termini per l'approvazione del progetto definitivo del ponte sullo stretto di Messina al fine di verificarne la fattibilità tecnica e la sussistenza delle effettive condizioni di bancabilità. Antecedentemente era stata prevista, dalla legge obiettivo, l'apertura della Conferenza dei servizi con l'approvazione entro febbraio 2012 del progetto definitivo da parte del CIPE e il contestuale avvio della gara per il reperimento dei finanziamenti, la stesura del progetto esecutivo e l'apertura dei cantieri principali preventivata a partire dalla metà del 2012 L'intento era quello di aprire l'opera al traffico nel 2019.
Il 3 novembre successivo, la China Investment Corporation (Cic), fondo sovrano di Pechino, e la China communication and construction company (Cccc), comunicarono la loro disponibilità a finanziare l'opera in cambio del pedaggio per 99 anni.
Con la legge 21 dicembre 2012, n. 221, recante "Ulteriori disposizioni urgenti per la crescita del Paese", fu disposto che Stretto di Messina S.p.A. e il contraente generale Eurolink dovessero stipulare un atto aggiuntivo al contratto vigente. Tale accordo, che avrebbe dovuto essere sottoscritto entro il 1º marzo 2013, pena la caducazione di tutti i rapporti di concessione, le convenzioni ed ogni altro rapporto contrattuale stipulato da SdM e la messa in liquidazione della società stessa, non fu firmato. In conformità a ciò, il 1º marzo del 2013 il contratto con la società Stretto di Messina decadde e, con decreto del Presidente del Consiglio dei Ministri, il 15 aprile 2013 la Stretto di Messina S.p.A. fu posta in liquidazione con la nomina di un commissario liquidatore. Sempre per effetto della legge 21 dicembre 2012, n. 221, la Stretto di Messina S.p.A. sarebbe tenuta a indennizzare Eurolink tramite il pagamento delle prestazioni contrattualmente previste e già eseguite più una somma pari al 10% dell'importo di cui prima, il tutto stimato in 45 milioni di euro.
Il 27 settembre 2016 il Presidente del Consiglio Matteo Renzi rilanciò l'idea della costruzione del ponte sullo Stretto, per «togliere la Calabria dall'isolamento e far sì che la Sicilia sia più vicina»; e dichiarò che il ponte avrebbe creato «100.000 posti di lavoro».

### Anni 2020
Il 5 giugno 2020 il Presidente del Consiglio Giuseppe Conte annunciò che avrebbe valutato "senza pregiudizi" il progetto di costruzione del ponte sullo Stretto di Messina. Quaranta giorni dopo, il 15 luglio 2020, il consiglio regionale della Calabria, a maggioranza di centro-destra, approvò una mozione a sostegno della realizzazione del ponte sullo Stretto di Messina. Lo stesso giorno venti deputati del Partito Democratico presentarono una risoluzione in Commissione "Ambiente" nella quale chiedevano all'esecutivo di «garantire l'attraversamento stabile dello Stretto di Messina attraverso la realizzazione di una infrastruttura idonea» utilizzando i fondi del Recovery Fund. Il 27 agosto 2020 il governo Conte II, con determina n. 2620 del Ministero delle infrastrutture e dei trasporti, istituì un Gruppo di lavoro (GDL) in vista di una possibile realizzazione dell'attraversamento stabile dello stretto.
Il 26 gennaio 2023 Matteo Salvini, ministro delle infrastrutture e dei trasporti del governo Meloni, nel corso della trasmissione televisiva Otto e mezzo dichiarò che i lavori sarebbero partiti entro il 2024, ribadendolo durante un'interrogazione al Senato qualche giorno più tardi. Il 16 marzo 2023 il Consiglio dei Ministri approvò un decreto-legge per disporre la riattivazione della società concessionaria Stretto di Messina S.p.A. (che era stata posta in liquidazione nel 2013 in seguito al "decreto Monti") e il riavvio della procedura di progettazione esecutiva del ponte sullo Stretto di Messina, intitolato “Disposizioni urgenti per la realizzazione del collegamento stabile tra la Sicilia e la Calabria". Il d.-l., "salvo intese e approfondimenti tecnici", prevedeva come base di partenza per i lavori, non ancora finanziati, il progetto a campata unica già approntato nel 2011.
Il decreto ottenne l'approvazione della Camera il 13 maggio 2023 e del Senato il 24 maggio 2023, dando via libera alle attività di pianificazione e progettazione dell'opera.
Il 6 agosto 2025, il CIPESS ha approvato il progetto definitivo dell'opera.

### Schema riassuntivo degli ultimi eventi
| Anno | Evento | Fonti                       |
| ---- | --- | --------------------------- |
| 2008 | Il 15 aprile il presidente del Consiglio Silvio Berlusconi afferma che riavvierà il progetto per costruire il ponte. Il mese successivo, Altero Matteoli, ministro delle infrastrutture e dei trasporti, conferma l'intenzione del governo di riprendere i lavori sul ponte in una lettera a Pietro Ciucci, presidente della Società Stretto di Messina. | [ 68 ] [ 69 ]               |
| 2009 | Il 6 marzo il governo Berlusconi annuncia che i piani per la costruzione del ponte di Messina sono stati riavviati, impegnando 1,3 miliardi di euro per il ponte come contributo al suo costo stimato di 6.1 miliardi di euro. Berlusconi afferma che i lavori saranno completati entro il 2016. I lavori sono affidati a un consorzio di imprese comprendenti Impregilo, Condotte d'Acqua, Cooperativa Muratori e Cementisti (CMC) e Consorzio Stabile A.C.I. la spagnola Sacyr e la giapponese Ishikawajima-Harima Heavy Industries. | [ 70 ]                      |
| 2009 | Il 23 dicembre iniziano i lavori preparatori con la deviazione della ferrovia tirrenica a Cannitello, sulla sponda continentale dello stretto. | [ 71 ]                      |
| 2013 | A febbraio il progetto viene chiuso dal governo Monti. | [ 72 ] [ 73 ]               |
| 2023 | Il 16 marzo, il governo Meloni approva un decreto legge per riprendere la realizzazione del progetto. Il 31 marzo, il presidente della Repubblica Sergio Mattarella, promulga il Decreto ponte. Il MIT stima un costo per la realizzazione del progetto e di tutte le opere di accesso ferroviarie e stradali, a 15 miliardi di euro. L'inizio dei lavori è previsto per il 2025. | [ 11 ] [ 12 ] [ 74 ] [ 75 ] |
| 2025 | Il 6 agosto viene approvato il progetto definitivo con delibera del CIPESS. L'inizio dei lavori è previsto per settembre dello stesso anno. | [ 65 ] [ 66 ] [ 67 ] [ 76 ] |

## Attività della società concessionaria Stretto di Messina S.p.A. (1981 - oggi)

### Generalità
Le ultime ipotesi di progetto, maturate a partire dagli anni '70 dal Gruppo Ponte di Messina S.p.A., ipotizzavano un progetto di ponte a campata unica di 3300 m, che sarebbe tuttora il più lungo ponte sospeso al mondo.
La società concessionaria Stretto di Messina S.p.A. costituita nel 1981 per effetto della Legge 1158/1971, iniziò a studiare l'opera partendo dagli studi precedenti resi disponibili, in particolare il progetto a campata unica di 3300 m redatto dal Gruppo Ponte Messina S.p.A.
Una costruzione di tale arditezza e complessità, senza precedenti al mondo, richiedeva necessariamente analisi specialistiche sulle varie componenti della struttura, prove in galleria del vento, prove su modelli, ecc.
A tale scopo la Stretto di Messina S.p.A. coinvolse a vario titolo e con diverse responsabilità (senza bandire un concorso pubblico) diversi professori universitari e ingegneri, specializzati in ambiti particolari con i rispettivi istituti scientifici e universitari (che sono elencati di seguito). Questo importante lavoro di ricerca teorica e sperimentale e progettuale comparando anche diverse soluzioni alternative, si concluse nel 2003 con il progetto preliminare di un ponte a campata unica di 3300 m che fu messo poi alla base della gara d'appalto.
Esso porta la firma, tra i tanti tecnici coinvolti, anche dell'ingegnere inglese William Brown, vero esperto di ponti e autore di diversi progetti di grandi ponti sospesi. I tecnici italiani (competenti nei propri ambiti di ricerca) che proposero la soluzione a campata unica e che collaborarono per le analisi statiche, le ricerche teoriche e sperimentali, le progettazioni generali e di dettaglio, furono: Leo Finzi del Politecnico di Milano, Fabio Brancaleoni dell'Università di Roma, Stefano Caramelli dell'Università di Pisa e Piero D'Asdia dell'Università di Trieste. La dinamica della struttura per quanto riguarda le azioni del vento fu studiata da Giorgio Diana del Politecnico di Milano. Le verifiche a fatica e relative sperimentazioni furono studiate da Luca Sanpaolesi dell'Università di Pisa. Lo studio del tipo di calcestruzzo da impiegare nella costruzione fu compiuto di Mario Collepardi dell'Università di Ancona. Le fondazioni del ponte furono studiate da Michele Jamiolkowski del Politecnico di Torino ed Ezio Faccioli del Politecnico di Milano. Gli studi geologici furono affidati a Enzo Boschi dell'Università di Bologna e a Icilio Finetti dell'Università di Trieste. Le analisi sismiche furono di competenza di Alberto Castellani e di Giuseppe Grandori, entrambi del Politecnico di Milano. Fu richiesto inoltre uno studio sulle probabilità di rischio e sull'affidabilità del progetto a Daniele Veneziano del Massachusetts Institute of Technology.
Il progetto preliminare del 1981-2003 fu approvato con prescrizioni da tutti gli enti competenti (ANAS, Ferrovie dello Stato, Consiglio superiore dei lavori pubblici, CIPE) e sottoposto anche al parere di Consulenti esteri.
Il Comitato Tecnico-Scientifico (nominato dalla Stretto di Messina S.p.A.) che approvò con prescrizioni il progetto preliminare prima della gara di appalto fu presieduto dal professor Remo Calzona dell'Università di Roma.
Nel 2005, a seguito di una gara di appalto internazionale, la Stretto di Messina S.p.A. affidò l'appalto dell'opera al contraente generale Eurolink S.C.p.A. per la cui offerta tecnica partecipò, in raggruppamento con COWI, l'unica società di ingegneria italiana, la IN.CO. ingegneri consulenti Spa (storica struttura di ingegneria fondata dall'ingegner Silvano Zorzi). IN.CO. Spa progettò le opere a terra lato Calabria e lato Sicilia ed operò, per conto di Eurolink S.C.p.A., il coordinamento generale con la COWI.
L'opera era stata aggiudicata sulla base di un progetto preliminare e il contratto di appalto assegnava al consorzio di Eurolink il compito di redigere il progetto definitivo ed esecutivo. Lo Stato avrebbe avuto 540 giorni dalla approvazione del progetto definitivo da parte del CIPE per reperire i fondi per completare il finanziamento dell'Opera.
Dal 2005, dopo l'aggiudicazione della gara di appalto al contraente generale Eurolink, la responsabilità della progettazione definitiva ed esecutiva dell'opera era stata affidata (per contratto) ai seguenti soggetti (qualificati nell'ambito dei ponti sospesi, progettisti definitivi) facenti parte del consorzio Eurolink:
- COWI A/S (Danimarca), progettazione strutture.
- Dissing+Weitling (Danimarca), progettazione e disegno.
- Buckland & Taylor Ltd. (Canada), progettazione strutture.
- Sund & Bælt A/S (Danimarca).

L'attività di controllo, di verifica della progettazione definitiva, esecutiva e della realizzazione era stata affidata dalla società concessionaria alla società Parsons Transportation Group (Stati Uniti d'America), anch'essa con competenze nell'ambito dei ponti sospesi.
Dopo oltre 5 anni dall'aggiudicazione dell'appalto, il 20 dicembre 2010 l'Eurolink aveva consegnato alla società concessionaria il progetto definitivo dell'opera redatto dai suoi progettisti.
Il progetto definitivo fu approvato dal CDA della stessa società concessionaria il 29 luglio 2011 con il parere favorevole, sempre accompagnato da prescrizioni, del nuovo Comitato Tecnico-Scientifico presieduto dal professor Giulio Ballio del Politecnico di Milano).
Nel 2013, con la messa in liquidazione della società concessionaria, il progetto fu nuovamente accantonato.
Alcuni lavori preliminari, riguardanti lo spostamento della sede ferroviaria a Cannitello per far spazio ai futuri cantieri, erano stati già appaltati in precedenza, ed erano iniziati il 23 dicembre 2009.
Il 17 marzo 2023 il governo Meloni firmò il decreto che riattivava la società Stretto di Messina S.p.A. con l'intento di riprendere l'iter per la realizzazione del Ponte.

### Caratteristiche del progetto della Stretto di Messina S.p.A. (1981-2011)

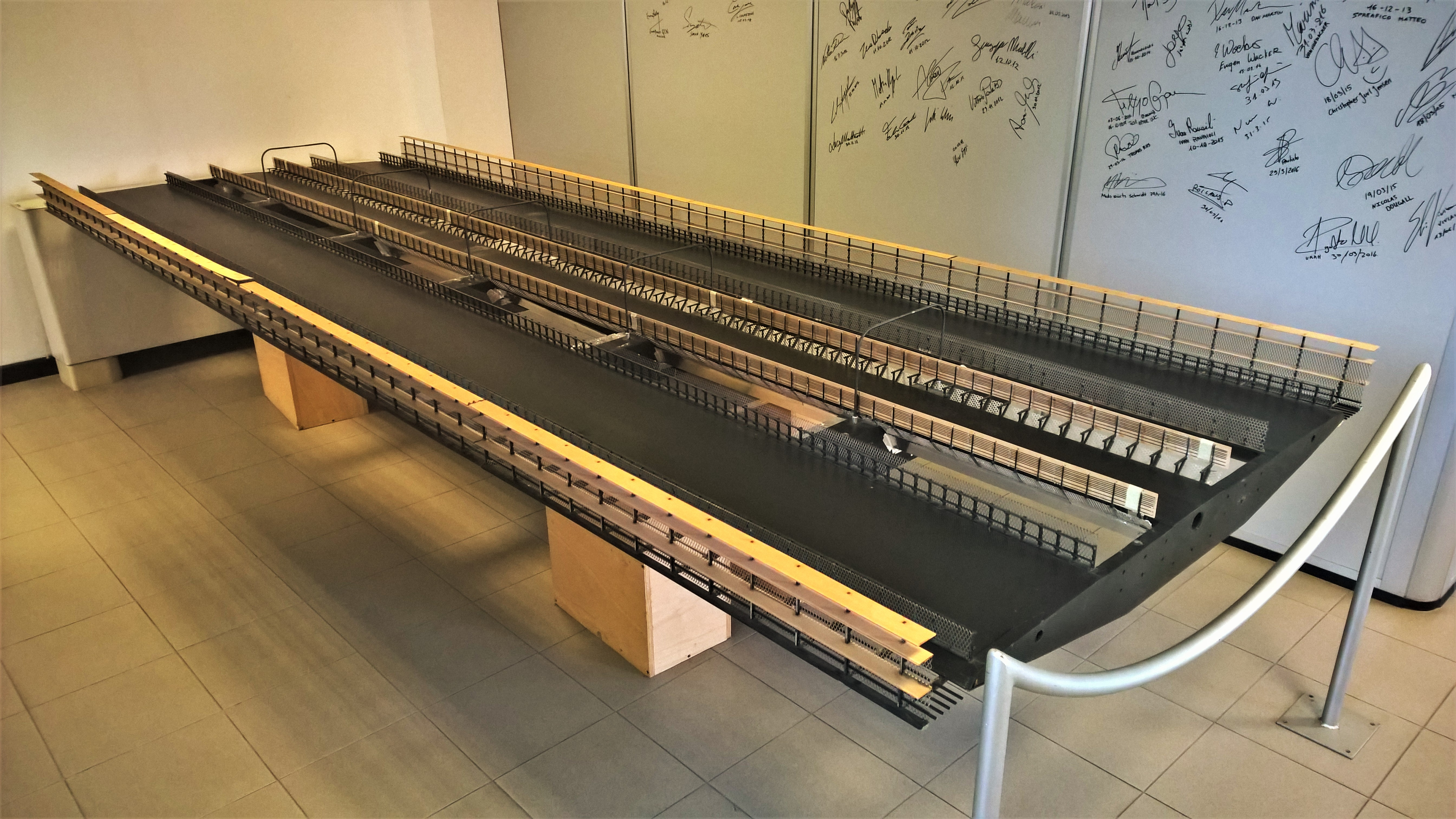
Sezione del cassone aerodinamico esposto presso la galleria del vento del Politecnico di Milano. Una geometria dell'impalcato che alle prove in galleria del vento si è dimostrata essere stabile con venti fino a

Il progetto preliminare elaborato dalla società concessionaria prevedeva il collegamento stabile tra Cannitello in Calabria e Ganzirri in Sicilia mediante la realizzazione di un ponte sospeso con due corsie stradali più una di emergenza per ogni senso di marcia e due binari di traffico ferroviario.
Il progetto prevede una lunghezza totale dell'impalcato sospeso pari a 3666 m con una campata unica pari a 3300 m. L'impalcato del ponte è sospeso a quattro cavi d'acciaio del diametro di 1,24 m e della lunghezza di 5300 m. I due piloni del ponte, alti 399 m s.l.m., posti sulle sponde, supereranno il primato mondiale di altezza dei piloni detenuto attualmente dal viadotto di Millau in Francia con 341 m.
Se sarà realizzato, il ponte supererà del 63% il primato di luce libera che attualmente spetta al ponte sospeso (solo stradale) a tre campate sullo Stretto dei Dardanelli, avente la campata principale di 2023 m. Rispetto al più grande ponte stradale e ferroviario esistente l'incremento di luce libera sarà pari al 134% (il primato attuale per un ponte stradale e ferroviario spetta infatti al terzo ponte sul Bosforo, di 2,164 m con una campata unica di 1408 m).
Lo schema statico del progetto della Società concessionaria è quello classico dei ponti sospesi di tipo deformabile, senza travata irrigidente, con una catenaria fortemente ribassata a rapporto freccia-luce pari a 1/11.
Un elemento di novità del progetto consiste nell'impalcato molto aerodinamico a tre cassoni separati (due per le carreggiate stradali e uno per i binari ferroviari, cd. tipo Messina, soluzione che offre una ridotta superficie esposta al vento e coefficienti di resistenza e di portanza molto bassi, minimizzando così le spinte del vento sull'impalcato e i rischi dello sventolio e dell'ondeggiamento. Secondo alcuni, questa tipologia di impalcato, ottimizzata per gli aspetti aerodinamici, avrebbe tuttavia una rigidezza flessionale e torsionale pressoché nulla (in rapporto alla grandissima luce del ponte) e non risolve i problemi di deformabilità del ponte sotto l'azione combinata dei carichi mobili stradali e ferroviari e del vento. Infatti le frecce massime dovute solo ai carichi ferroviari sono di circa 10 m calcolate ad un quarto della campata e corrispondono ad 1/157 della linea elastica concava, ovvero circa quattro volte il limite di 1/600 previsto dalle norme ferroviarie (limite che in passato era 1/1000). Le pendenze massime, longitudinali e trasversali, con i carichi di esercizio solo ferroviari sono state calcolate rispettivamente pari a circa il 2% e il 4%, valori decisamente elevati in confronto alle normative tecniche e difficilmente compatibili con la sicurezza.
Il progetto prevede che il ponte resista, a norma di legge a terremoti fino a magnitudo 7,1, pari a quello del terremoto di Messina del 1908, e per una stabilità teorica dell'impalcato con velocità del vento fino a 216 km/h (mediante prove in galleria del vento)..
La capacità di smaltimento del traffico era stata calcolata in circa 6000-9000 automezzi all'ora e 200 treni al giorno. I lavori per la costruzione del ponte includevano, ovviamente, la realizzazione di collegamenti con le esistenti strutture viarie, ovvero l'autostrada A2 Salerno-Reggio Calabria, la Autostrada A18 Messina-Catania, la Autostrada A20 Messina-Palermo e le ferrovie esistenti, la Tirrenica Meridionale e quelle per Palermo e per Catania.

### Numeri del progetto a campata unica del 2011

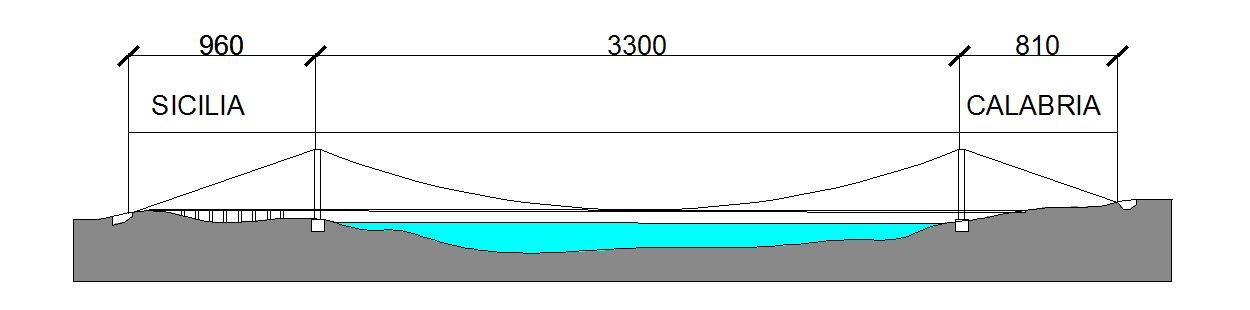
Sezione longitudinale del progetto.

L'opera di attraversamento proposta segue lo schema del ponte sospeso a campata unica, cioè scavalca lo stretto di Messina senza piloni intermedi nel mare (una sola luce).
Il progetto attualmente disponibile consiste in circa 8000 elaborati e prevede una lunghezza della campata centrale di 3300 m, per una lunghezza complessiva di 3666 m e di 60,4 m di larghezza dell'impalcato. 399 metri di altezza delle due torri, collegate a 2 coppie di cavi da 1,26 m di diametro per il sistema di sospensione, composti ognuno da 44323 fili d'acciaio dalla lunghezza complessiva di 5320 m. Volume dei blocchi d'ancoraggio pari a 533000 m³.
| Lunghezza complessiva | Altezza torri | Campata principale | Larghezza impalcato | Franco navigabile | Attraversamento | Attraversamento | Potenzialità del traffico | Potenzialità del traffico | Dati limite           | Dati limite       | Collegamenti | Collegamenti |
| Lunghezza complessiva | Altezza torri | Campata principale | Larghezza impalcato | Franco navigabile | Corsie          | Binari          | Veicoli                   | Treni                     | Magnitudo di progetto | Vento di progetto | Stradali     | Ferroviari   |
| --------------------- | ------------- | ------------------ | ------------------- | ----------------- | --------------- | --------------- | ------------------------- | ------------------------- | --------------------- | ----------------- | ------------ | ------------ |
| 3.666 m               | 399 m         | 3.300 m            | 60,4 m              | 65 m              | 4               | 2               | 6000ogni ora              | 200al giorno              | 7,1                   | 270 km/h          | 20 km        | 39 km        |

L'infrastruttura garantisce, per il transito di grandi navi, un franco navigabile di 65 metri per 600 metri di larghezza in presenza delle massime condizioni di carico, e di 72 metri in assenza di treni e mezzi pesanti. L'attraversamento è costituito da 4 corsie di traffico stradale, 2 per ciascun senso di marcia + 2 corsie di emergenza e 2 binari ferroviari, per una capacità di transito pari a 6000 veicoli/ora e 200 treni/giorno. Si prevede l'utilizzo dell'infrastruttura ferroviaria per il trasporto pubblico locale tra le città di Messina e Reggio Calabria.
Il ponte è stato progettato per resistere a sismi di magnitudo 7,5 della scala Richter, con un impalcato aerodinamico che è risultato essere stabile fino alla velocità del vento di 270 km/h.

### Appalto (2005-2013)
Nell'ottobre 2005 l'Associazione Temporanea di Imprese Eurolink S.C.p.A. vinse l'appalto di contraente generale per lo sviluppo del progetto definitivo e la realizzazione dell'opera. L'Eurolink batté la cordata concorrente guidata dalla capogruppo Astaldi. L'offerta finale risultò essere pari a 3,88 miliardi di euro e prevedeva un tempo di realizzazione di 5 anni e 10 mesi. Il 27 marzo 2006 Impregilo e Stretto di Messina S.p.A. hanno comunicato di aver sottoscritto un contratto di affidamento della progettazione definitiva alla Eurolink S.C.p.A. come contraente generale. Impregilo, capofila del progetto, deteneva una quota del 45%. Altri partecipanti sono stati la spagnola Sacyr (18,70%), la Società Italiana per Condotte D'Acqua S.p.A. (15%) e Cooperativa Muratori e Cementisti C.M.C. di Ravenna (13%), la giapponese IHI Corporation (6,30%) e il Consorzio Stabile A.C.I. S.c.p.a (2%). Eurolink sarà inoltre assistito dalle società danesi e canadesi COWI A/S, Sund & Baelt A/S e Buckland & Taylor Ltd. occupandosi dell'ingegneria del progetto.
| Funzione                               | Azienda                             | Ruolo                      |
| -------------------------------------- | ----------------------------------- | -------------------------- |
| Contraente generale Eurolink (Webuild) | Impregilo                           | Capofila (45%)             |
| Contraente generale Eurolink (Webuild) | IHI Infrastructure Systems Co.,Ltd. | Mandante                   |
| Contraente generale Eurolink (Webuild) | COWI                                | Mandante                   |
| Contraente generale Eurolink (Webuild) | Sacyr                               | Mandante                   |
| Contraente generale Eurolink (Webuild) | Condotte d'Acqua                    | Mandante                   |
| Contraente generale Eurolink (Webuild) | Cooperativa Muratori & Cementisti   | Mandante                   |
| Contraente generale Eurolink (Webuild) | Argo Costruzioni Infrastrutture     | Mandante                   |
| Contraente generale Eurolink (Webuild) | Dissing+Weitling                    | Mandante                   |
| Contraente generale Eurolink (Webuild) | Sund & Bælt A/S                     | Mandante                   |
| Contraente generale Eurolink (Webuild) | Buckland & Taylor                   | Mandante                   |
| Gestione progettuale                   | Parsons Corporation                 | Parsons Corporation        |
| Monitoraggio ambientale                | Fenice                              | Capofila                   |
| Monitoraggio ambientale                | Agriconsulting                      | Mandante                   |
| Monitoraggio ambientale                | Eurisko NOP World                   | Mandante                   |
| Monitoraggio ambientale                | Nautilus Società Cooperativa        | Mandante                   |
| Monitoraggio ambientale                | Theolab                             | Mandante                   |
| Intermediario assicurativo             | Marsh & McLennan Companies          | Marsh & McLennan Companies |

### Ripresa delle attività (2023)
A seguito del decreto legge 35/2023 è stata ricostituita la società concessionaria con una maggior componente azionaria del Ministero delle Infrastrutture e sono riprese le attività per la progettazione e costruzione dell'opera. Il decreto non prevedeva di dover bandire una nuova gara d'appalto ma decideva di utilizzare il progetto definitivo del 2011 e di riaffidare l'appalto al consorzio Eurolink che aveva vinto la gara nel 2005.
Il primo atto del governo è stata la nomina di un nuovo Consiglio di Amministrazione presieduto dall'ing. Giuseppe Recchi e di un nuovo Comitato Scientifico presieduto dal prof. Alberto Prestininzi.
L'obiettivo dichiarato alla stampa dal Ministro Salvini prevede l'apertura al traffico del ponte entro il 2032.
La società concessionaria ha quindi incaricato il consorzio Eurolink di aggiornare il progetto definitivo del 2011 con documento denominato "relazione del progettista". La relazione è stata consegnata il 30 settembre 2023.
Il progetto definitivo del 2011 aggiornato è stato riapprovato dal nuovo Consiglio di Amministrazione della società concessionaria il 15 febbraio 2024, recependo il parere del Comitato Scientifico ministeriale che prevede 68 raccomandazioni o prescrizioni cogenti da rispettare nella successiva fase della progettazione esecutiva che dovranno poi essere nuovamente verificate e approvate dal Comitato scientifico e dal Consiglio di amministrazione al fine del rilascio delle autorizzazioni alla costruzione del ponte.
Nel mese di aprile 2024 è stato reso pubblico l'avviso dell'avvio del procedimento di esproprio per pubblica utilità degli immobili e dei terreni, sul sito web della Regione Calabria e della Regione Sicilia; e inoltre nelle edizioni cartacee e digitali dei quotidiani nazionali, Il sole 24 ore e Corriere della Sera e locali, Sicilia, Gazzetta del Sud, Quotidiano di Sicilia, Quotidiano del Sud edizione Calabria. L'avviso è stato affisso agli albi pretori dei comuni interessati. L'annuncio ha provocato le prevedibili reazioni dei soggetti coinvolti negli espropri.
La valutazione di impatto ambientale (VAS VIA) si è conclusa il 13 novembre 2024 con esito positivo con 60 rilievi di cui tenere conto nel progetto esecutivo.
Il 16 luglio 2025 è stato firmato nella sede di Roma del MiT l'accordo di programma per gli interventi propedeutici e funzionali relativi al Ponte sullo Stretto di Messina.
Nel documento vengono definiti gli impegni tecnici e finanziari dei soggetti coinvolti nelle operazioni relative alla realizzazione e alla gestione del ponte e delle opere ad esso connesse.
È stato sottoscritto dal vicepresidente del Consiglio e ministro delle Infrastrutture e dei Trasporti, Matteo Salvini, dal ministro dell'Economia e delle Finanze, Giancarlo Giorgetti e i presidenti delle regioni, Sicilia (Renato Schifani) e Calabria (Roberto Occhiuto); hanno firmato inoltre l'amministratore delegato della Stretto di Messina Pietro Ciucci, l'amministratore delegato di RFI Aldo Isi e l'amministratore delegato di Anas Claudio Gemme .
Il 6 agosto 2025, il CIPESS ha approvato il progetto definitivo dell'opera, dichiarandone la pubblica utilità.
Entro i due mesi successivi è attesa la ratifica della Corte dei conti e la conseguente pubblicazione in Gazzetta ufficiale. La conclusione di questo iter permette il completo finanziamento dell'infrastruttura e l'avvio dei cantieri propedeutici, previsto entro la fine del 2025. Nel 2026 si prevede di iniziare la costruzione vera e propria delle principali opere in seguito all'approvazione del progetto esecutivo, che sarà sviluppato nei dieci mesi successivi all'approvazione del CIPESS, come confermato da SdM.

## Soluzioni alternative
Nel corso della storia dell'attraversamento stabile dello Stretto di Messina sono state presentate diverse soluzioni alternative.
Riassumendo solo i progetti premiati nel concorso internazionale di idee ANAS del 1969 si possono raggruppare in otto categorie di soluzioni alternative:
- Ponte sospeso a luce unica (Sergio Musmeci 1° premio ex aequo e Pierluigi Nervi 2° premio ex aequo)
- Ponte strallato a tre luci (Gruppo Lambertini comprendente Guido Lambertini, Giulio Ceradini, Fabrizio de Miranda, Carlo Lotti, Carlo Pandolfi, Fritz Leonhardt, 1° premio ex aequo)
- Ponte sospeso a tre luci (Gruppo Ponte di Messina S.p.A. 1° premio ex aequo)
- Ponte sospeso a quattro luci (Arch. Eugenio Montuori, con ingg. Calini e Lionel Pavlo 1° premio ex aequo)
- Ponte sospeso a cinque luci (Technital S.p.A. 1° premio ex aequo)
- Tunnel sottomarino a mezz'acqua ancorato al fondo mediante cavi in acciaio (Grant Alan and Partners, Covell and Partners, Inbucon international, 1° premio ex aequo)
- Tunnel sottomarino appoggiato al fondo dello Stretto in diga interrata (Parsons Corporation, Brinckerhoff, Quade and Douglas, 2° premio ex aequo)
- Tunnel sottomarino sub alveo (Costruzioni Umberto Girola S.p.A., 2° premio ex aequo)

Durante il governo Conte II, in vista della realizzazione dell'attraversamento stabile dello stretto di Messina, con Determina n. 2620 del 27 agosto 2020 del Ministero delle infrastrutture e dei trasporti, fu istituito un Gruppo di lavoro (GDL) della Struttura Tecnica di Missione per l'indirizzo strategico, lo sviluppo delle infrastrutture e l'alta sorveglianza, composto da 16 persone altamente qualificate con l'incarico di valutare le soluzioni alternative per il sistema di attraversamento stabile dello Stretto di Messina.
Il Gruppo di lavoro concluse la sua attività il 30 aprile 2021 (durante il governo Draghi) con una relazione di 156 pagine, di cui le ultime 10 di conclusioni.
Il GDL, dopo aver esaminato quattro tipologie di soluzioni alternative (ponte a una o più campate, attraversamento in alveo o in subalveo), vedeva come possibile e preferibile anche dal punto di vista dei tempi e costi di realizzazione la soluzione a tre campate, in quanto potrebbe usufruire di esperienze consolidate.
Un'ultima soluzione alternativa degna di nota è il cosiddetto Attraversamento dinamico dello Stretto. È la soluzione più economica, di ridotto impatto ambientale, detta anche "opzione zero" che consiste nell'efficientare il sistema di traghetti mediante nuovi traghetti più lunghi e più veloci in modo da consentire di caricare i treni senza doverli smontare in più pezzi. In questo modo i tempi del traghettamento si riducono notevolmente.

## Controversie
Il progetto del ponte sullo Stretto è oggetto di contestazioni di varia natura: politica, economica, ambientale, procedurale, giuridico, ingegneristica, geologica, sismica.

### Politiche
Da un lato ci sono stati tanti politici che avevano proposto l'attraversamento stabile già nel XIX secolo per arrivare, senza soluzione di continuità, a politici (come Emilio Colombo, Francesco Cossiga, Bettino Craxi, Claudio Signorile, Romano Prodi, Francesco Rutelli, Silvio Berlusconi, Giulio Andreotti, Matteo Renzi, Matteo Salvini, Antonio Tajani, Giorgia Meloni, ...) che hanno convintamente sostenuto l'utilità dell'opera per lo sviluppo futuro della Sicilia. Questi politici hanno sempre avuto consensi da parte di politici locali e associazioni/comitati della società civile classificabili nella categoria “Sì ponte”.
Dall'altro lato ci sono stati altrettanti politici che considerano prioritario intraprendere altre iniziative per la Sicilia, e vogliono rinviare la costruzione dell'opera a dopo aver dato risposta a bisogni ritenuti più impellenti dei siciliani (Mario Monti, Giuseppe Conte, Beppe Grillo, Angelo Bonelli, Carlo Calenda, Elly Schlein, Nicola Fratoianni, ...). Anche questi politici sono sostenuti da associazioni/comitati classificabili nella categoria “No ponte”.
Non mancano anche le associazioni ambientaliste che non sono classificabili in assoluto come ‘'No ponte'' ma che sarebbero favorevoli ad un progetto alternativo di attraversamento che rispetti l'ambiente.

### Economiche
L'opera prevede un investimento molto rilevante (costi) che si deve confrontare con i benefici attesi. Secondo alcuni analisti i costi superano i benefici, mentre altri sono di parere opposto. Alcuni analisti contestano inoltre che la decisione politica di fare l'Opera sia stata presa prima di vedere i risultati dell'analisi costi-benefici (ACB) e che non siano state considerate nell'ACB le possibili alternative alla soluzione ponte a campata unica, alternative che esistono e che sono già state validate nel concorso internazionale del 1969 e sono state valutate come molto più economiche rispetto al costo del progetto ufficiale

### Iter procedurale, decisionale e autorizzativo
La decisione “politica” di realizzare un attraversamento stabile dello Stretto di Messina si può far risalire al 1968 e al concorso ANAS dell'anno successivo.
La SdM, costituitasi nel 1981, anziché ritenere di dover partire invitando i progettisti vincitori del concorso del 1969 né di dover indire un nuovo concorso di progettazione, costituì un proprio gruppo di tecnici scegliendoli senza concorso pubblico. La SdM elaborò quindi un progetto “preliminare” che fu sottoposto al parere del Consiglio superiore dei lavori pubblici, dell'ANAS, delle Ferrovie dello Stato e del Comitato scientifico.
Dopo circa vent'anni dedicati alla progettazione, nel 2005 il progetto fu messo alla base di una gara d'appalto internazionale. Alla gara parteciparono solo tre concorrenti ma uno dei tre si ritirò subito e furono presentate solo due offerte, quella di Eurolink e quella di Astaldi. La gara fu vinta dal consorzio Eurolink capitanato da Impregilo con un'offerta di 3,88 Miliardi di Euro.
Nel 2011 fu approvato il progetto cosiddetto “definitivo” redatto dal Contraente Generale Eurolink che aveva affidato i servizi di ingegneria alla società di ingegneria danese COWI.
Nel 2013, quando era in carica il Governo Monti, riconoscendo che non c'erano ancora le condizioni tecnico-economiche-finanziarie richieste al consorzio Eurolink per proseguire con l'appalto, il progetto fu caducato e la SdM fu posta in liquidazione.
Il consorzio Eurolink, ritenendosi danneggiato per aver perso l'appalto già sottoscritto, fece ricorso e chiese un indennizzo. La richiesta fu integralmente respinta in primo grado di giudizio. Il consorzio Eurolink ricorse nuovamente in appello ma la vicenda giudiziaria, ad oggi, non è ancora stata chiusa.
ll Decreto Legge 31 marzo 2023, n. 35 (che si basava sul presupposto che esistesse già un progetto "cantierabile" e che la realizzazione dell'opera fosse diventata "urgente") ha consentito di riavviare le attività della SdM.
Il Decreto è stato fortemente criticato dal Presidente dell'Autorità Nazionale Anticorruzione (ANAC) che proponeva (con diverse motivazioni giuridico-amministrative) di effettuare una nuova gara essendo oltretutto passati quasi vent'anni dalla gara del 2005.
Il Governo Meloni non ha tenuto conto delle richieste dell'ANAC e il DL 35/2023 è stato approvato dal Parlamento.
Sempre il Presidente dell'ANAC ha nuovamente e pesantemente criticato il nuovo DL 89/2024 che modificava il precedente DL 35/2023 introducendo la possibilità di redigere il progetto esecutivo per fasi costruttive.

### Fattibilità tecnica del progetto ufficiale
Fin dal 2008 la fattibilità tecnica in sicurezza del progetto ufficiale fu messa in discussione dallo stesso Presidente del Comitato scientifico di allora e da altri eminenti professori universitari che valutavano come eccessiva la deformabilità del ponte (come risultava dai dati del progetto preliminare) nella condizione di carico combinata di carichi mobili e vento.
In occasione di un convegno tenutosi ai primi di aprile 2024, alcuni eminenti strutturisti hanno pubblicamente dichiarato che in Cina alcuni dei massimi esperti di ponti sospesi ritengono che il limite attuale di luce libera per un ponte contemporaneamente stradale e ferroviario sia pari a circa (1.500 – 1.600 m) confermando quanto sostenuto ripetutamente in vari convegni da un altro eminente strutturista.
Dopo la pubblicazione del progetto definitivo 2011 e del parere dell'ultimo Comitato scientifico (2023) avvenute entrambe nel febbraio del 2024 si è aperta, di fatto, una discussione sulla fattibilità in sicurezza del progetto presentato prendendo come dati di riferimento i risultati delle verifiche che risultano nei documenti ufficiali del progetto depositati al Ministero delle Infrastrutture.
Da una lettura attenta dei risultati riportati nelle relazioni di calcolo del progetto definitivo, risulta che alcune verifiche di sicurezza non sono positive: in particolare per le condizioni di carico combinate di traffico stradale insieme al traffico ferroviario, con o senza la concomitante azione del vento.
Pur riconoscendo che il progetto aerodinamico dell'impalcato trasparente (cd. tipo Messina) ha evidenziato un buon comportamento nei test effettuati in diverse gallerie del vento, tuttavia nella relazione del progettista si evidenzia che la sicurezza non sembra essere sufficientemente garantita in quanto alcune verifiche aeroelastiche dell'impalcato, dei cavi accoppiati, delle torri, sotto l'azione del vento sono state valutate dagli stessi progettisti come non positive e quindi non accettabili.
La SdM ritiene che il progetto del 2011 sia ancora valido e nega l'esistenza di qualsiasi criticità che possa mettere in discussione la fattibilità tecnica e la sicurezza dell'opera così come è stata progettata.

### Aspetti geologico-geotecnici-sismici
Anche per quanto riguarda gli aspetti della geologia locale e della microzonazione sismica nel sito ufficiale della SdM si nega l'esistenza di qualsiasi “criticità”.
Tuttavia nella relazione del Comitato scientifico (di ben 56 pagine) tra le 68 attività raccomandate come necessarie nella fase esecutiva dell'Opera, ci sono anche diverse raccomandazioni che riguardano gli aspetti geologici del progetto come ai nn. 3 e 4 che qui si riportano: “3. completare i dati geo-sismotettonici e il quadro di riferimento, ampliando la relativa bibliografia, considerando, tra l'altro, anche il più recente modello europeo di pericolosità sismica (ESHM20); 4. fare riferimento agli "Indirizzi e Criteri per la Microzonazione Sismica" (Gruppo di lavoro Ms 2008), per l'utilizzo degli studi di microzonazione sismica disponibili.”
I risultati di queste attività raccomandate dal CS saranno noti solo nella fase del progetto esecutivo. Nel frattempo si prevede di avviare le attività degli espropri.
Uno studio geologico locale commissionato dal Comune di Villa San Giovanni ha rivelato che una zona interessata dal progetto ponte è «caratterizzata dalla presenza di faglie attive». Questo studio sembra evidenziare la presenza di una faglia attiva e capace (FAC) proprio vicino al posizionamento del pilone calabro. 
Il comune di Villa evidenzia che «tale faglia è certamente localizzata nella zona di realizzazione della struttura portante del ponte, il Pilastro di Cannitello, alto circa 400 metri, le cui fondazioni è probabile ricadano almeno parzialmente nella cosiddetta zona di rispetto dove è evidentemente escluso qualunque tipo di intervento edilizio». Ma l'amministratore delegato della SdM Pietro Ciucci dichiara che “Si è evitato il posizionamento su faglie attive”.
La questione è da considerarsi aperta ed è stata oggetto di critica da parte del geologo e divulgatore scientifico Mario Tozzi.
Inoltre l'area dello Stretto e considerata dagli esperti come "area epicentrale" dove l'accelerazione del terreno, e in particolare la componente verticale, può raggiungere valori molto elevati anche molto superiori ai valori prescritti dalle Normative antisismiche, come è risultato nel recente terremoto di Amatrice e questo costituisce un rischio elevato non tanto per la parte sospesa del ponte quanto per le fondazioni dei piloni e i blocchi di ancoraggio dei cavi
Un ulteriore dato di riflessione si legge in uno studio del 2006 che, utilizzando gli stessi parametri geotecnici forniti dai progettisti di SdM, analizza la stabilità del pendio su cui insiste il pilone calabro concludendo con risultati per niente positivi e che quindi destano ulteriore preoccupazione.

### Progetto definitivo
Un altro argomento rilevante di controversia riguarda la qualifica di “definitivo” al progetto del 2011 “aggiornato” con una “relazione del progettista” nel 2023.
Il progetto “definitivo” del 2011 fu approvato dal CDA e dal Comitato scientifico (CS) di allora (2011) con “raccomandazioni” che però non furono mai ottemperate.
Il progetto “definitivo” 2011 “aggiornato” nel 2023 fu approvato dal CDA e dal Comitato scientifico 2023 con 68 raccomandazioni che riassumono anche le raccomandazioni del 2011, da esaminare nel futuro.
Tuttavia questa “approvazione” del CDA del 2024 potrebbe non essere valida perché il CS non poteva approvare un progetto che non risponde alle caratteristiche di un progetto definitivo e non risponde al principio di precauzione che imporrebbe di verificare che tutte le problematiche tecniche siano chiaramente risolte prima di dare l'approvazione definitiva, tanto più che si tratta di un'opera che, per le sue caratteristiche tecniche, non ha precedenti al mondo.
Anche l'Ordine degli Ingegneri di Messina è intervenuto sul punto definendo il progetto come “definitivo non aggiornato”
La società Stretto di Messina a fronte di tutte le osservazioni critiche ritiene che la fattibilità tecnica del progetto sia stata già accertata fin dal 2003 (quando il progetto fu messo in gara per l'appalto) e che le “raccomandazioni” del CS sono solo dei suggerimenti non vincolanti per l'approvazione del progetto.

### Raccomandazioni del Comitato scientifico
Nella relazione del Comitato scientifico del 29 gennaio 2024 si approvava il progetto "definitivo" 2011 "fatte salve" 68 “raccomandazioni” da prendere in esame nella fase della progettazione esecutiva.
Tuttavia alcune di queste raccomandazioni riguardano temi molto rilevanti per la sicurezza e per la fattibilità dell'opera, non di dettaglio come ad esempio: la verifica della robustezza della struttura, ulteriori prove in galleria del vento in condizione di vento turbolento, ulteriori analisi geologiche e geotecniche, la verifica della struttura in caso di eventi estremi, ...
La Società Stretto di Messina ritiene che tutte queste attività raccomandate dal CS si possano fare (e le intende fare) anche nella fase del progetto esecutivo.
Molti ingegneri esperti ritengono invece che queste attività raccomandate debbano essere fatte, prudentemente, in sede di progetto definitivo e non si possano assolutamente rimandare alla fase esecutiva in quanto sono attività il cui esito incerto potrebbe, con tutta evidenza, comportare modifiche significative al progetto, o mettere in discussione la sua fattibilità in sicurezza e/o comportare un aumento dei costi.

### Esposti e ricorsi alla magistratura e diffide al Cipess
L'iter del progetto previsto dal DL 35/2023 è stato fortemente contestato anche sul piano giudiziario.
Un primo esposto è stato presentato dagli Onorevoli Bonelli, Schlein e Fratoianni, il 21 febbraio 2024 alla Procura di Roma contestando la mancanza di trasparenza.
Un secondo esposto è stato presentato il 15 aprile 2024 da 40 professionisti siciliani – avvocati, magistrati, ingegneri – che si sono rivolti alla Procura di Messina riguardo la illegittimità delle procedure e i costi del ponte e sul parere del Comitato scientifico che non avrebbe potuto approvare il progetto viste le criticità e le lacune che lo stesso presenta.
Un terzo ricorso (ex art. 840 sexiesdecies del Codice di procedura civile) è stato presentato il 13 giugno 2024 alla sezione Imprese del Tribunale di Roma da parte di 104 persone (azione di classe) contro la Stretto di Messina S.p.A. Si tratta di un'azione inibitoria collettiva per chiedere al giudice di accertare la responsabilità della società e il danno ingiusto causato per la violazione del dovere di diligenza, correttezza e buona fede proseguendo nell'attività per la realizzazione del ponte sullo Stretto, nonostante l'opera non abbia alcun reale interesse strategico e non è fattibile sotto i profili ambientali, strutturali ed economici.
A seguito di questa azione legale, il 16 settembre, 140 cittadini favorevoli all'opera, poi divenuti 139, hanno depositato, nel giudizio in oggetto, un intervento volontario per contrastare questa iniziativa giudiziaria ritenendo che sia fondata su argomentazioni e motivi inammissibili e infondati. A gennaio 2025 il ricorso è stato respinto perché dichiarato inammissibile, in quanto non vi è ancora un progetto definitivo.
Un quarto ricorso è stato presentato il 29 agosto 2024 dal Comitato “Invece del ponte” alla Commissione Europea contro il DL 89/2024 che elimina l'approvazione unitaria e in data certa del progetto esecutivo e ne consente una approvazione per “fasi costruttive”.
Il Comitato afferma che questa suddivisione dell'appalto per "fasi costruttive" di fatto viola l'art. 46 della Direttiva 2014/24/UE, secondo cui tale suddivisione deve essere prevista e regolata nel bando di gara. Il bando per il ponte, invece, escludeva espressamente al punto II.1.9 (pag. 2) ogni suddivisione dell'appalto.

### Impatto ambientale
La Valutazione di impatto ambientale (VIA) vede contrapposti due schieramenti: da una parte quelli favorevoli all'opera che sostengono che il ponte non deturpi il paesaggio e che, anzi, sarebbe un'attrazione mondiale che attirerebbe tanti turisti e dall'altra parte le varie associazioni ambientaliste che sostengono che lo Stretto di Messina debba essere riconosciuto come patrimonio dell'umanità da tutelare e quindi si oppongono all'opera.
In una posizione intermedia ci sono i tanti favorevoli all'opera ma che preferirebbero soluzioni alternative meno impattanti per l'ambiente come il ponte a tre campate o il tunnel sottomarino o il tunnel in alveo, tutte soluzioni già studiate, proposte e riproposte negli ultimi decenni.

### Navigabilità nello Stretto
Anche la navigabilità nello Stretto è diventata oggetto di controversie per l'altezza massima consentita al transito delle navi lungo la rotta che separa Calabria e Sicilia.
Da parte di taluni tecnici, esponenti del mondo armatoriale e forze politiche locali sono state sollevate perplessità sul "franco minimo" navigabile, considerato che talune imbarcazioni da crociera e portacontainer raggiungono l'altezza di 68 metri.
La società ha replicato evidenziando come non sussistano particolari limitazioni alla navigazione, atteso che l'altezza utile della parte dell'opera destinata a garantire il traffico delle imbarcazioni maggiori (per una larghezza di 600 metri), a ponte scarico, è di 72 metri e che questa altezza possa scendere ad un minimo di 65 metri in condizioni di traffico che prevedono tutte le corsie stradali regolarmente in uso e l'impalcato ferroviario percorso da due treni merci lunghi 400 metri di tipo RFI 5 (locomotiva 25 tonnellate/asse e vagoni 25 tonnellate/asse) in passaggio contemporaneo. La società ha rivendicato come tale dato sia in linea con le norme in materia dell'IMO.

Tale posizione è sostanzialmente condivisa dal coordinatore del tavolo tecnico per la sicurezza ammiraglio Nunzio Martello.
In realtà, considerando le condizioni di carico previste nel progetto con un pieno carico di esercizio (due treni lunghi di 750 m e traffico pesante), l'abbassamento arriverebbe a circa 16 metri e il franco minimo navigabile (considerando anche l'alta marea, un leggero moto ondoso, aumento di temperatura in estate di 20 gradi e le imperfezioni di montaggio) si ridurrebbe a 52,50 m. Valore che imporrebbe una regolazione del traffico ferroviario e navale in modo tale da evitare l'incrocio contemporaneo fra due treni da 750 m e le navi con pescaggio aereo di 68 m.